# علی معتضد
سرلشکر علی معتضد (با نام سابق علی نخجیری اصفهانی)، قائم‌مقام ساواک در دوران شاهنشاهی محمدرضا پهلوی بود.
علی معتضد دوران دبستان و متوسطه را در اصفهان و دبیرستان نظام سپری کرد. در سال ۱۳۱۴ وارد دانشکده افسری شد و در سال ۱۳۱۶ با درجه ستوان دومی در رشته توپخانه فارغ‌التحصیل شد. معتضد تا دوران ریاست پاکروان بر ساواک، در ستاد ارتش خدمت می‌کرد و از آن پس به ساواک مأمور شد و رئیس سازمان اطلاعات خارجی ساواک گردید. وی در تمام دهه ۱۳۴۰ در این سمت باقی بود. او در ۱۷ خرداد سال ۵۷ که نصیری جای خود را به مقدم داد، از قائم‌مقامی ساواک کناره گرفت و به عنوان سفیر به سوریه اعزام شد.